# Markham—Thornhill
Pour les articles homonymes, voir Markham (homonymie) et Thornhill.
Pour la circonscription provinciale, voir Markham—Thornhill (circonscription provinciale).
Circonscription électorale fédérale du Canada
Markham—Thornhill est une circonscription électorale fédérale canadienne située en Ontario.

## Géographie
Située dans la municipalité régionale d'York dans la banlieue de Toronto, la circonscription comprend une partie de la municipalité de Markham.
Les circonscriptions limitrophes sont Thornhill, Richmond Hill-Sud, Markham—Unionville, Markham—Stouffville, Pickering—Brooklin, Scarborough—Guildwood—Rouge Park, Scarborough-Nord, Scarborough—Agincourt et Don Valley-Nord.
En 2015, les circonscriptions limitrophes étaient Richmond Hill, Thornhill, Markham—Stouffville, Markham—Unionville, Don Valley-Nord, Scarborough-Nord et Scarborough—Agincourt.

## Historique
La circonscription de Markham—Thornhill est créée en 2013 à partir de de Markham—Unionville et de Thornhill.
Lors du redécoupage électoral de 2022-2023, la circonscription gagne à l'est une partie du territoire de la circonscription de Markham—Stouffville située entre l'autoroute 407 et l'avenue Steeles Est, comprise entre la York-Durham Line à l'est et la rivière Rouge à l'ouest. 

## Députés
| Législature                                                                           | Années        | Député        | Parti | Parti   |
| ------------------------------------------------------------------------------------- | ------------- | ------------- | ----- | ------- |
| Markham—Thornhill issue d'une partie de Markham—Unionville et de Thornhill avant 2015 |               |               |       |         |
| 42e                                                                                   | 2015–2017     | John McCallum |       | Libéral |
| 42e                                                                                   | 2017–2019     | Mary Ng       |       | Libéral |
| 43e                                                                                   | 2019–2021     | Mary Ng       |       | Libéral |
| 44e                                                                                   | 2021–2025     | Mary Ng       |       | Libéral |
| 45e                                                                                   | 2025–en cours | Tim Hodgson   |       | Libéral |

## Résultats électoraux
|  | Candidat              | Parti                       | #      | %    |
|  | --------------------- | --------------------------- | ------ | ---- |
|  | Mary Ng               | Libéral                     | 9 856  | 51,3 |
|  | Ragavan Paranchothy   | Conservateur                | 7 501  | 39,0 |
|  | Gregory Hines         | Néo-Démocrate               | 671    | 3,5  |
|  | Dorian Baxter         | Progressiste Conservateur   | 566    | 3,9  |
|  | Caryn Bergmann        | Vert                        | 426    | 2,2  |
|  | Brendan Thomas Reilly | Parti libertarien du Canada | 118    | 0,6  |
|  | Above Znoneofthe      | Indépendant                 | 77     | 0,4  |
|  | Total                 |                             | 19 215 | 100  |

|       | Candidat          | Parti        | # de voix | % des voix |
|       | Jobson Easow      | Conservateur | +13 849,  | 32,31 %    |
|       | (X) John McCallum | Libéral      | +23 878,  | 55,72 %    |
|       | Senthi Chelliah   | NPD          | +04 595,  | 10,72 %    |
|       | Joshua Russell    | Vert         | +00535,   | 1,25 %     |
| Total | Total             | Total        | 42 857    | 100 %      |